# Qilij Arslan III
Qilij Arslan III (lingua araba قلج أرسلان; lingua turca III. Kılıç Arslan; ... – 1205?) fu sultano di Iconio (Rum) nel biennio 1204-1205. Apparteneva alla dinastia selgiuchide.

## Biografia
Succeduto al padre Suleymānshāh II, Qilij Arslan III ebbe un regno effimero di circa un anno, a cavallo dei grandi sconvolgimenti portati nelle terre dell'Impero bizantino ed in Anatolia dalla Quarta crociata e dalla nascita dell'Impero di Nicea e dell'Impero di Trebisonda. Fu spodestato dallo zio Kaykhusraw I, già spodestato dal fratello Suleymānshāh II e rifugiatosi a Costantinopoli presso il basileus Alessio III Angelo (1195), che avviò così il suo secondo regno e procedette alla riconquista di Iconio ai Crociati.